# Droga krajowa B512 (Niemcy)
Droga krajowa 512 (niem. Bundesstraße 512) – niemiecka droga krajowa przebiegająca na osi wschód-zachód i jest połączeniem autostrady A3 z granicą w Neuhaus am Inn w Bawarii.
Droga przebiega na miejscu byłej B12, która pomiędzy Pocking i Pasawa została przeniesiona na autostradę A3.